# Кунгси, Генри
Генри Кунгси (англ. Henry Kungsi; род. 1 ноября 1969, Папуа — Новая Гвинея) — папуанский боксёр, представитель лёгкой весовой категории. Выступал за сборную Папуа — Новой Гвинеи по боксу в период 1991—2002 годов, чемпион Океании, участник двух летних Олимпийских игр.

## Биография
Генри Кунгси родился 1 ноября 1969 года.
Дебютировал в боксе на взрослом международном уровне в сезоне 1991 года, когда вошёл в основной состав папуанской национальной сборной и выступил на чемпионате мира в Сиднее, где в 1/8 финала лёгкого веса был остановлен австралийцем Джастином Рауселлом.
В 1992 году на чемпионате Океании в Апии завоевал серебряную награду, уступив в решающем финальном поединке тому же австралийцу Рауселлу. Благодаря череде удачных выступлений удостоился права защищать честь страны на летних Олимпийских играх в Барселоне. В первой встрече категории до 60 кг одолел пакистанца Хуссейна Аршада — таким образом стал первым боксёром Папуа — Новой Гвинеи, кому удалось выиграть поединок на Олимпийских играх. Тем не менее, во втором бою в 1/8 финала встретился с болгарином Тончо Тончевым и проиграл ему со счётом 2:11.
Боксировал на Играх Содружества 1994 года в Виктории, однако больших успехов здесь не добился.
В 1995 году в лёгком весе одержал победу на чемпионате Океании в Нукуалофа.
Находясь в числе лидеров папуанской национальной сборной, благополучно прошёл отбор на Олимпийские игры 1996 года в Атланте. На сей раз в первом же бою категории до 60 кг потерпел поражение от бразильца Агналду Нуниса и сразу же выбыл из борьбы за медали.
После атлантской Олимпиады Кунгси остался в составе боксёрской команды Папуа — Новой Гвинеи и продолжил принимать участие в крупнейших международных турнирах. Так, в 2002 году в лёгком весе он стал серебряным призёром на чемпионате Океании в Таупо и отметился выступлением на Играх Содружества в Манчестере.